# Massimo Priviero
Massimo Priviero (Jesolo, 17 febbraio 1960) è un cantautore e compositore italiano di genere rock di origini venete ma milanese di adozione.
Il suo stile musicale unisce il rock di stampo U.S.A. al lirismo della scuola cantautoriale italiana.

## Biografia
Massimo Priviero nasce e cresce a Jesolo. Trasferitosi a Milano alla fine degli anni ottanta, dopo aver firmato per Warner Music, nel 1988 incide a Londra e pubblica l’album San Valentino.
Nel 1990 esce Nessuna resa mai con la produzione di Little Steven e che vede la partecipazione di vari membri della PFM.
Nel 1992 pubblica il suo terzo album Rock in Italia, dove una parte di produzione artistica è affidata a Massimo Bubola. Seguono Non mollare (1994) e Priviero (1998) prodotto da Lucio “violino” Fabbri.
Dopo la raccolta Poetika (2000), pubblica nel 2003 Testimone e nel 2006 Dolce resistenza. In quest’ultimo lavoro, inizia la collaborazione col chitarrista Alex Cambise che lo affiancherà poi per molto tempo. In Rock & Poems del 2007 Priviero reinterpreta classici dei '60-'70: da Dylan a Waits, a Fogerty. Nel 2009 esce l'antologia Sulla strada.
Nella primavera del 2010 esce il primo live con DVD allegato intitolato Rolling Live. L'album, oltre a comparire per alcune settimane nei top 50 delle classifiche di vendita, è contemporaneo all'uscita di un libro/biografia scritto dal giornalista Matteo Strukul, Nessuna resa mai. La strada, il rock e la poesia di Massimo Priviero.
L'artista, che è laureato in Storia contemporanea presso l'Università di Venezia, si dedica anche a spettacoli di musica e teatro civile tra cui Dall'Adige al Don insieme allo scrittore Roberto Curatolo, le Storie dell'altra Italia, firmato insieme ai Gang e a Daniele Biacchessi fino al più recente spettacolo realizzato con l’attore Giovanni Giusto intitolato Migrazione e ispirato all’emigrazione italiana nel mondo. Incide in questi anni, servendosi però di uno pseudonimo, alcuni album di musica gospel che ottengono anche ottimi riscontri commerciali e si aggiungono alle tante copie vendute dei dischi realizzati a suo nome.
A fine maggio 2012 esce l'album Folkrock, realizzato con il violinista Michele Gazich, un viaggio acustico dove reinterpretano alcuni classici della musica folk rock internazionale. Nel settembre del 2013 pubblica Ali di libertà,  suo nuovo album di inediti sempre in bilico tra folk e rock d’autore, e chiude il lungo tour con un sold out all'Alcatraz di Milano, registrato e successivamente pubblicato nel 2015 come Massimo in formato CD+DVD.
A fine 2014 insieme ai Luf realizza un lavoro di musica e memoria intitolato Terra e pace dove vengono rilette le più celebri melodie della tradizione alpina.
A fine 2017 esce All’Italia (Moletto/MPC), un concept-album che omaggia storie di vita degli italiani di ieri e di oggi parlando di rinascita e di forza con dolcezza e amore per il nostro paese. Viene presentato in anteprima all’Ariston di Sanremo dove Priviero torna come ospite speciale al Tenco. Seguirà un lungo tour, italiano e non solo, che terminerà a Città del Messico dove è invitato dall’Università e dall’Istituto di cultura italiano. Alla fine del 2018 celebra 30 anni di carriera nella cornice del Teatro della Triennale di Milano. Le canzoni di All’Italia diventano colonna sonora del docufilm Italia Addio non tornerò (prodotto dalla fondazione Paolo Cresci,  programmato nelle reti Mediaset, proiettato al Senato della Repubblica e in vari istituti di cultura italiana del mondo).
L'album contiene la canzone Bataclan dove Priviero immagina l'ultimo messaggio che Valeria Solesin, giovane ragazza veneta uccisa durante l'attentato al Bataclan di Parigi, invia alla madre.
Durante questo periodo, scrive di getto il libro Amore e Rabbia che esce nella primavera del 2019. Un mix di autobiografia, romanzo e percorso di autocoscienza scritto durante un inverno in riva al suo mare d’alto Adriatico in un ideale ritorno a casa.
Nel 2021 esce su etichetta Ala Bianca/Warner il suo ultimo lavoro intitolato Essenziale, di matrice prevalentemente acustica. La rivista Buscadero, che più volte in passato aveva votato i suoi album come disco italiano dell’anno e lo aveva definito “la voce più bella e più vera del rock d’autore italiano”, gli dedica la copertina.
Arriviamo infine ad oggi. A un 2024 che porta l’artista a pubblicare un nuovo album di inediti intitolato “Diario di vita”. “È una sorta di viaggio che avevo in testa da tempo. Un bambino che diventa ragazzo e poi uomo. Sogni perduti e cercati. Cadute e ripartenze. Forza di vivere. Introspezione e condivisione. Rock d’autore tirato ed elettrico. Struggimento e carezza acustica subito dopo. Condivisione di un modo di stare al mondo non solo “musicale”. Fotografie nitide. Di ieri di oggi e di domani. Autobiografico certamente. Ma di vita sovrapponibile spesso a chi ha fatto e fa con me un viaggio esistenziale non distante”.
In generale, a fare in due parole le somme di una produzione ormai più che trentennale,  Massimo Priviero ci arriva come il ritratto di un artista e di un uomo profondamente “vero”. In equilibrio con cuore e mente. I suoi live, in particolare, sono spesso un’esperienza forte ed emotiva che scavalca parecchio il fatto musicale. Se poi volete anche far due conti, è artista che ha pure venduto in carriera parecchie centinaia di migliaia di copie. In Italia e non solo. Restando però sempre fedele alle ragioni della sua musica e ad uno specifico modo di stare al mondo. “… La cosa che amo di più resta la possibilità che mi è data di entrare, con dischi e concerti, in un frammento di vita di chi mi cerca. Con loro spesso condivido anche un modo di vivere al di là della musica. Aggiungi che in fondo il mio rock d’autore è ancora un fatto parecchio emotivo, sia che questo si traduca in performance di band che in solo. Certo nel corso del tempo tanto è cambiato. Non serve neppure star qui a far elenchi di questi cambiamenti. Che sono in quel che è intorno e che viviamo prima di tutto. Ma l’essenza di vita, i valori e la forza che mi spingono avanti sono ancora ben scritti dentro di me”.

## Premi e riconoscimenti
Nel 2010 riceve il Premio Lunezia nella categoria Rock d'autore per il brano Lettera al figlio (Se) e nel 2011, nel 2018 e nel 2022 il Premio Enriquez. Per varie volte vince come album italiano dell'anno il referendum della rivista musicale Buscadero che lo definisce “la voce più bella e più vera del rock d’autore italiano”.

## Discografia

### Album in studio
- 1988 - San Valentino
- 1990 - Nessuna resa mai
- 1992 - Rock in Italia
- 1994 - Non mollare
- 1998 - Priviero
- 2003 - Testimone
- 2006 - Dolce resistenza
- 2007 - Rock & Poems
- 2008 - Unbroken Ghost Soundtrack
- 2012 - Storie dell'altra Italia (con i Gang e Daniele Biacchessi)
- 2012 - Folkrock (con il violinista Michele Gazich)
- 2013 - Ali di libertà
- 2014 - Terra e pace (con I Luf)
- 2017 - All'Italia
- 2021 - Essenziale
- 2024 - Diario di vita

### Live
- 2010 - Rolling Live
- 2015 - Massimo (CD+DVD)

### Raccolte
- 2000 - Poetika - Duck Records
- 2009 - Sulla strada

### Singoli
- 1988 - San Valentino/Rock band
- 1990 - Angel/Quando l'amore arriverà in città
- 2021 - Redenzione

### Partecipazioni
- 2017 - Salvatore Fiumara - Non ascoltare in caso d'incendio

## Opere
- 2019 - Amore e Rabbia - Vololibero